# SACL
«SACL» (англ. System Access Control List) — список управления доступом к объектам «Microsoft Windows», используемый для аудита доступа к объекту.
«SACL» - это традиционный механизм логирования событий, который определяет, как проверяется доступ к файлам и папкам. В отличие от «DACL», «SACL» не может ограничивать доступ к файлам и папкам. Но он может отследить событие, которое будет записано в журнал событий безопасности(security event log), когда пользователь обратится к файлу или папке. Это отслеживание может быть полезно при решении проблем доступа или при определении запрещенного проникновения.

## Описание
Для специалистов в сфере безопасности, «SACL» — важнейший инструмент для определения проникновения. Системные администраторы больше используют «SACL» для определения прав, которые необходимо дать пользователю, для корректной работы приложения. Разработчики используют «SACL» для определения ресурсов, к которым доступ приложения запрещен, для настройки корректности работы приложения, при ограниченных правах доступа.
Системный список управления доступом (SACL) позволяет администраторам регистрировать попытки доступа к защищенному объекту. Каждая запись ACE определяет типы попыток доступа со стороны указанного доверенного лица, которые заставляют систему создавать запись в журнале событий безопасности. ACE в SACL может генерировать записи аудита, когда попытка доступа не удалась, когда она была успешной, или в обоих случаях.

## Работа в ОС Windows
По умолчанию, «Windows» не отслеживает события доступа. Для включения «SACL» необходимо:
1) Открыть «Локальную политику безопасности», запустив «secpol.msc»;
2) Развернуть «Локальная политика», и выбрать «Политика Аудита»;
3) Справа произвести двойной клик по пункту "Аудит доступа к объектам". Выбрать "Отказ".
 В случае необходимости логирования ошибок доступа, выбрать "Успех", в случае необходимости логирования успешных доступов.
В «Active Directory Domain Services» администратор домена может включить аудит доступа к объектам для всех членов используя групповую политику.